# Verein für Bewegungsspiele Leipzig 1991-1992
Questa voce raccoglie le informazioni riguardanti il Verein für Bewegungsspiele Leipzig nelle competizioni ufficiali della stagione 1991-1992.

## Stagione
Nella stagione 1991-1992 il VfB Lipsia, allenato da Jürgen Sundermann, concluse il campionato di 2. Bundesliga al 9º posto. In Coppa di Germania il VfB Lipsia fu eliminato al terzo turno dal Kickers Stoccarda.

## Rosa
| N. |                     | Ruolo | Calciatore           |
| -- | ------------------- | ----- | -------------------- |
| 3  | Germania (bandiera) | C     | Nico Däbritz         |
|    | Ungheria (bandiera) | P     | Péter Disztl         |
|    | Germania (bandiera) | P     | Maik Kischko         |
|    | Germania (bandiera) | P     | René Koslowski       |
|    | Germania (bandiera) | P     | Ingo Saager          |
|    | Germania (bandiera) | D     | Frank Edmond         |
|    | Germania (bandiera) | D     | Steffen Hammermüller |
|    | Germania (bandiera) | D     | Rico Kauerhof        |
|    | Germania (bandiera) | D     | Torsten Kracht       |
|    | Germania (bandiera) | D     | Ronald Kreer         |
|    | Germania (bandiera) | D     | Matthias Lindner     |
|    | Germania (bandiera) | D     | Detlef Müller        |
|    | Germania (bandiera) | D     | Rico Pellmann        |

| N. |                     | Ruolo | Calciatore       |
| -- | ------------------- | ----- | ---------------- |
|    | Germania (bandiera) | C     | Dirk Anders      |
|    | Germania (bandiera) | C     | Uwe Bredow       |
|    | Germania (bandiera) | C     | Jörg Engelmann   |
|    | Germania (bandiera) | C     | Matthias Liebers |
|    | Germania (bandiera) | C     | Uwe Trommer      |
|    | Germania (bandiera) | C     | Jörg Wunderlich  |
|    | Germania (bandiera) | A     | Damian Halata    |
|    | Germania (bandiera) | A     | Bernd Hobsch     |
|    | Germania (bandiera) | A     | Jürgen Rische    |
|    | Francia (bandiera)  | A     | Didier Six       |
|    | Germania (bandiera) | A     | Frank Turnier    |
|    | Polonia (bandiera)  | A     | Janusz Turowski  |

## Organigramma societario
Area tecnica
- Allenatore: Jürgen Sundermann
- Allenatore in seconda:
- Preparatore dei portieri:
- Preparatori atletici: Uwe Zimmermann

## Calciomercato

### Sessione estiva
| Acquisti | Acquisti        | Acquisti                | Acquisti |
| R.       | Nome            | da                      | Modalità |
| -------- | --------------- | ----------------------- | -------- |
| C        | Nico Däbritz    | Dinamo Dresda           |          |
| A        | Frank Turnier   | Kickers 94 Markkleeberg |          |
| A        | Janusz Turowski | Eintracht Francoforte   |          |

| Cessioni | Cessioni        | Cessioni       | Cessioni |
| R.       | Nome            | a              | Modalità |
| -------- | --------------- | -------------- | -------- |
| C        | Mario Nickeleit | Erzgebirge Aue |          |

### Sessione invernale
| Acquisti | Acquisti     | Acquisti        | Acquisti |
| R.       | Nome         | da              | Modalità |
| -------- | ------------ | --------------- | -------- |
| P        | Péter Disztl | Rot-Weiß Erfurt |          |

| Cessioni | Cessioni | Cessioni | Cessioni |
| R.       | Nome     | a        | Modalità |
| -------- | -------- | -------- | -------- |

## Risultati

### 2. Bundesliga

#### Girone di andata
| Arbitro: | Krug |

|  |           |          |
|  | Marcatori | 66’ Klee |

| Monaco di Baviera 3 agosto 1991, ore 15:00 CEST 2ª giornata | Monaco 1860 | 0 – 0 referto | VfB Lipsia | Stadion an der Grünwalder Straße (23 000 spett.)\| Arbitro: \| Strigel \| |
| Arbitro:                                                    | Strigel     |               |            |                                                                           |

| Lipsia 10 agosto 1991, ore 15:00 CEST 3ª giornata | VfB Lipsia    | 0 – 0 referto | Chemnitz | Bruno-Plache-Stadion (3 000 spett.)\| Arbitro: \| Brandt-Chollé \| |
| Arbitro:                                          | Brandt-Chollé |               |          |                                                                    |

| Arbitro: | Fux |

|                                    |           |              |
| Schülbe 31’ Wosz 61’ Tretschok 83’ | Marcatori | 81’ Turowski |

| Arbitro: | Richmann |

|            |           |                      |
| Hobsch 30’ | Marcatori | 87’ (rig.) Jurgeleit |

| Arbitro: | Dardenne |

|           |           |                                   |
| Linke 49’ | Marcatori | 17’ Rische 56’ Lindner 71’ Hobsch |

| Arbitro: | Fröhlich |

|             |           |           |
| Turnier 85’ | Marcatori | 32’ Hayer |

| Arbitro: | Osmers |

|                           |           |            |
| Spies 67’, 87’ Fincke 71’ | Marcatori | 36’ Hobsch |

| Arbitro: | Löwer |

|                   |           |                      |
| Anders 38’ (rig.) | Marcatori | 6’ (rig.) Kleppinger |

| Arbitro: | Amerell |

|            |           |             |
| Rische 69’ | Marcatori | 48’ Schüler |

| Arbitro: | Werthmann |

|             |           |  |
| Dittmer 60’ | Marcatori |  |

#### Girone di ritorno
| Arbitro: | Heynemann |

|                     |           |                              |
| Ludwig 23’ Raab 64’ | Marcatori | 26’ Hobsch 55’, 60’ Turowski |

| Arbitro: | Fleske |

|                         |           |                                       |
| Turowski 27’ Rische 73’ | Marcatori | 41’ Motzke 65’ Schmidbauer 66’ Pingel |

| Arbitro: | Weise |

|                        |           |              |
| Heidrich 10’, 27’, 45’ | Marcatori | 73’ Turowski |

| Arbitro: | Blüthgen |

|                          |           |  |
| Turowski 24’ Trommer 34’ | Marcatori |  |

| Arbitro: | Birlenbach |

|                                                   |           |                  |
| Jurgeleit 53’ Marmon 56’ Gries 79’ Baranowski 87’ | Marcatori | 43’ Hammermüller |

| Arbitro: | Mierswa |

|                                     |           |  |
| Räthe 60’ (aut.) Engelmann 64’, 86’ | Marcatori |  |

| Arbitro: | Kuhne |

|            |           |            |
| Müller 54’ | Marcatori | 66’ Hobsch |

| Arbitro: | Haupt |

|                                |           |                          |
| Lindner 11’ Engelmann 67’, 74’ | Marcatori | 7’, 27’ Fincke 55’ Zeyer |

| Arbitro: | Kemmling |

|                     |           |              |
| Täuber 20’ Weiß 67’ | Marcatori | 24’ Turowski |

| Arbitro: | Leimert |

|                         |           |                        |
| Preetz 15’ Pförtner 38’ | Marcatori | 47’ Kracht 61’ Trommer |

| Arbitro: | Dardenne |

|            |           |  |
| Hobsch 82’ | Marcatori |  |

### 2. Bundesliga

#### Girone di andata
| Arbitro: | Birlenbach |

|                                   |           |                      |
| Löbe 5’ Hocmanaŭ 25’ Wüllbier 63’ | Marcatori | 18’ Six 42’ Turowski |

| Arbitro: | Domurat |

|                            |           |  |
| Kracht 10’ Hobsch 34’, 51’ | Marcatori |  |

| Lipsia 28 marzo 1992, ore 15:00 CET 26ª giornata | VfB Lipsia | 0 – 0 referto | Rot-Weiß Erfurt | Bruno-Plache-Stadion (1 500 spett.)\| Arbitro: \| Lehnardt \| |
| Arbitro:                                         | Lehnardt   |               |                 |                                                               |

| Arbitro: | Pohlmann |

|  |           |                         |
|  | Marcatori | 36’ Turowski 58’ Anders |

| Arbitro: | Pohlmann |

|                  |           |                        |
| Hayer 14’ (rig.) | Marcatori | 19’ Hobsch 77’ Lindner |

| Arbitro: | Schmidt |

|  |           |           |
|  | Marcatori | 89’ Hayer |

| Arbitro: | Schulz |

|            |           |          |
| Hobsch 32’ | Marcatori | 17’ Löbe |

| Arbitro: | Kemmling |

|                           |           |  |
| Täuber 28’ Eichenauer 33’ | Marcatori |  |

| Arbitro: | Leimert |

|              |           |                      |
| Romstedt 77’ | Marcatori | 9’ Hobsch 25’ Kracht |

| Arbitro: | Fleske |

|              |           |  |
| Turowski 12’ | Marcatori |  |

### Coppa di Germania
| Arbitro: | Schneider |

|                        |           |                                               |
| Färber 68’ Kirsten 99’ | Marcatori | 65’ Hammermüller 92’, 115’ Hobsch 113’ Anders |

| Arbitro: | Spickenagel |

|  |           |                                                    |
|  | Marcatori | 23’ Turowski 30’, 81’ Anders 64’ Edmond 70’ Rische |

| Arbitro: | Boos |

|                                       |           |            |
| Schwartz 25’ Ritter 108’ Fischer 120’ | Marcatori | 74’ Edmond |

## Statistiche

### Statistiche di squadra
| Competizione      | Punti | In casa | In casa | In casa | In casa | In casa | In casa | In trasferta | In trasferta | In trasferta | In trasferta | In trasferta | In trasferta | Totale | Totale | Totale | Totale | Totale | Totale | DR |
| Competizione      | Punti | G       | V       | N       | P       | Gf      | Gs      | G            | V            | N            | P            | Gf           | Gs           | G      | V      | N      | P      | Gf     | Gs     | DR |
| ----------------- | ----- | ------- | ------- | ------- | ------- | ------- | ------- | ------------ | ------------ | ------------ | ------------ | ------------ | ------------ | ------ | ------ | ------ | ------ | ------ | ------ | -- |
| 2. Bundesliga     | 19    | 11      | 3       | 6       | 2       | 15      | 11      | 11           | 2            | 3            | 6            | 14           | 22           | 22     | 5      | 9      | 8      | 29     | 33     | -4 |
| 2. Bundesliga     | -     | 5       | 2       | 2       | 1       | 5       | 2       | 5            | 3            | 0            | 2            | 8            | 7            | 10     | 5      | 2      | 3      | 13     | 9      | +4 |
| Coppa di Germania | -     | 0       | 0       | 0       | 0       | 0       | 0       | 3            | 2            | 0            | 1            | 10           | 5            | 3      | 2      | 0      | 1      | 10     | 5      | +5 |
| Totale            | 19    | 16      | 5       | 8       | 3       | 20      | 13      | 19           | 7            | 3            | 9            | 32           | 34           | 35     | 12     | 11     | 12     | 52     | 47     | +5 |

### Andamento in campionato
| Giornata  | 1  | 2  | 3  | 4  | 5  | 6 | 7 | 8 | 9 | 10 | 11 | 12 | 13 | 14 | 15 | 16 | 17 | 18 | 19 | 20 | 21 | 22 |
| --------- | -- | -- | -- | -- | -- | - | - | - | - | -- | -- | -- | -- | -- | -- | -- | -- | -- | -- | -- | -- | -- |
| Luogo     | C  | T  | C  | T  | C  | T | C | T | C | C  | T  | T  | C  | T  | C  | T  | C  | T  | C  | T  | T  | C  |
| Risultato | P  | N  | N  | P  | N  | V | N | P | N | N  | P  | V  | P  | P  | V  | P  | V  | N  | N  | P  | N  | V  |
| Posizione | 11 | 10 | 10 | 11 | 10 | 9 | 8 | 9 | 9 | 9  | 10 | 10 | 11 | 11 | 11 | 11 | 11 | 10 | 9  | 11 | 11 | 9  |

Legenda:

Luogo: C = Casa; T = Trasferta. Risultato: V = Vittoria; N = Pareggio; P = Sconfitta.

### Statistiche dei giocatori
| Giocatore       | 2. Bundesliga | 2. Bundesliga | 2. Bundesliga | 2. Bundesliga | Coppa di Germania | Coppa di Germania | Coppa di Germania | Coppa di Germania | Totale   | Totale | Totale      | Totale     |
| Giocatore       | Presenze      | Reti          | Ammonizioni   | Espulsioni    | Presenze          | Reti              | Ammonizioni       | Espulsioni        | Presenze | Reti   | Ammonizioni | Espulsioni |
| --------------- | ------------- | ------------- | ------------- | ------------- | ----------------- | ----------------- | ----------------- | ----------------- | -------- | ------ | ----------- | ---------- |
| D. Anders       | 20            | 1             | 2             | 0             | 3                 | 3                 | 0                 | 0                 | 23       | 4      | 2           | 0          |
| U. Bredow       | 22            | 0             | 5             | 0             | 2                 | 0                 | 0                 | 0                 | 24       | 0      | 5           | 0          |
| P. Disztl       | 1             | 0             | 0             | 0             | 0                 | 0                 | 0                 | 0                 | 1        | 0      | 0           | 0          |
| N. Däbritz      | 5             | 0             | 0             | 0             | 0                 | 0                 | 0                 | 0                 | 5        | 0      | 0           | 0          |
| F. Edmond       | 16            | 0             | 0             | 0             | 3                 | 2                 | 0                 | 0                 | 19       | 2      | 0           | 0          |
| J. Engelmann    | 10            | 4             | 0             | 0             | 0                 | 0                 | 0                 | 0                 | 10       | 4      | 0           | 0          |
| D. Halata       | 2             | 0             | 0             | 0             | 0                 | 0                 | 0                 | 0                 | 2        | 0      | 0           | 0          |
| S. Hammermüller | 18            | 1             | 2             | 0             | 3                 | 1                 | 0                 | 0                 | 21       | 2      | 2           | 0          |
| B. Hobsch       | 18            | 6             | 4             | 3             | 2                 | 2                 | 0                 | 0                 | 20       | 8      | 4           | 3          |
| R. Kauerhof     | 1             | 0             | 0             | 0             | 1                 | 0                 | 0                 | 0                 | 2        | 0      | 0           | 0          |
| M. Kischko      | 20            | 0             | 1             | 0             | 3                 | 0                 | 0                 | 0                 | 23       | 0      | 1           | 0          |
| R. Koslowski    | 0             | 0             | 0             | 0             | 0                 | 0                 | 0                 | 0                 | 0        | 0      | 0           | 0          |
| T. Kracht       | 21            | 1             | 4             | 1             | 3                 | 0                 | 1                 | 0                 | 24       | 1      | 5           | 1          |
| R. Kreer        | 3             | 0             | 1             | 0             | 0                 | 0                 | 0                 | 0                 | 3        | 0      | 1           | 0          |
| M. Liebers      | 19            | 0             | 5             | 0             | 3                 | 0                 | 0                 | 0                 | 22       | 0      | 5           | 0          |
| M. Lindner      | 20            | 2             | 3             | 0             | 3                 | 0                 | 0                 | 0                 | 23       | 2      | 3           | 0          |
| D. Müller       | 8             | 0             | 1             | 0             | 2                 | 0                 | 0                 | 0                 | 10       | 0      | 1           | 0          |
| R. Pellmann     | 6             | 0             | 0             | 1             | 3                 | 0                 | 1                 | 0                 | 9        | 0      | 1           | 1          |
| J. Rische       | 20            | 3             | 7             | 0             | 3                 | 1                 | 0                 | 0                 | 23       | 4      | 7           | 0          |
| I. Saager       | 1             | 0             | 0             | 0             | 0                 | 0                 | 0                 | 0                 | 1        | 0      | 0           | 0          |
| D. Six          | 6             | 0             | 2             | 0             | 0                 | 0                 | 0                 | 0                 | 6        | 0      | 2           | 0          |
| U. Trommer      | 19            | 2             | 2             | 0             | 2                 | 0                 | 0                 | 0                 | 21       | 2      | 2           | 0          |
| F. Turnier      | 1             | 1             | 0             | 0             | 0                 | 0                 | 0                 | 0                 | 1        | 1      | 0           | 0          |
| J. Turowski     | 20            | 7             | 4             | 0             | 1                 | 1                 | 0                 | 0                 | 21       | 8      | 4           | 0          |
| J. Wunderlich   | 8             | 0             | 1             | 1             | 2                 | 0                 | 2                 | 0                 | 10       | 0      | 3           | 1          |